# Кацудо сясин
Движущиеся картинки (яп. 活動写真 Кацудо Сясин) — созданная неизвестным автором короткая анимация, сделанная в 1907 году. Считается самой старой работой в области мультипликации в истории Японии. Кадры были обнаружены 31 июля 2005 года преподавателем Осакского университета искусств Нацуки Мацумото в семейном проекторе в Киото среди множества работ иностранных мультипликаторов. До его обнаружения  старейшим аниме считали снятое в 1917 году Imokawa Mukozo the Doorman. На обнаруженном проекторе сохранились 50 кадров, нарисованных на плёнке из целлулоида. Сама анимация длится около 3 секунд. Мультфильм изображает мальчика в матроске, пишущего на доске кандзи: Движущиеся картинки (яп. 活動写真) и поворачивающегося к зрителю, в знак почтения снимая шляпу.

## Описание
Фильм «Кацудо Сясин» состоит из 50 целлулоидных кадров и длится 3 секунды. Кадровая частота анимации составляет 16 кадров в секунду. В фильме изображён мальчик в сэра фуку, который записывает кандзи 活動写真, после чего поворачивается к зрителю, снимает шляпу и кланяется. Настоящее название фильма неизвестно, название «Кацудо Сясин» является условным.
Кадры фильма были созданы не при помощи фотографирования изображений, как в рисованной мультипликации, а впечатаны в плёнку при помощи трафарета. При работе с анимацией использовался волшебный фонарь, в ней присутствуют только красный и чёрный цвета. Кадры были нанесены на 35-мм плёнку, а затем соединены петлёй для непрерывного просмотра.

## Предыстория
Проецированной анимации предшествовали рисунки для устройств наподобие зоотропа. В 1898 году в Нюрнберге на фестивале игрушек немецкая компания Gebrüder Bing представила синематограф, а вскоре другие производители игрушек начали продавать данное устройство. Примерно тогда же начали создаваться и анимационные фильмы для него. Ближе к 1904 году синематограф был ввезён в Японию.
Технология создания фильмов на плёнке появилась в Японии в 1896—1897 годах. Один из первых показов иностранной анимации в японских театрах состоялся 15 апреля 1912 года. Работы Отэна Симокавы, Сэйтаро Китаямы и Дзюнъити Коути стали первыми японскими анимационными фильмами, которые были показаны в кинотеатрах. Многие их фильмы были утеряны, но часть из них впоследствии была обнаружена.

## Обнаружение
В декабре 2004 года перекупщик из Киото, который приобрёл коллекцию старых фильмов и проекторов, связался с преподавателем Осакского университета искусств Нацуки Мацумото. Коллекция включала в себя три проектора, одиннадцать фильмов на 35-мм плёнке и тринадцать стеклянных диапозитивов. Через месяц Мацумото прибыл в Киото для изучения коллекции.
На момент обнаружения лента «Кацудо Сясин» была в достаточно плохом состоянии. На основе проведённого исследования Мацумото и историк анимации Нобуюки Цугата определили, что фильм, вероятно, был создан ближе к концу периода Мэйдзи, то есть к 1912 году; историк Фредерик С. Литтен в качестве наиболее вероятной даты создания определил 1907 год. Так как кинотеатров в Японии в тот период было очень мало, исследователи предположили, что «Кацудо Сясин» предназначался для состоятельных владельцев домашних проекторов. Создатель анимационной ленты остался неизвестен; Мацумото на основе низкого качества плёнки предположил, что анимация создавалась небольшой компанией.
Обнаружение ленты широко освещалось в японских СМИ. В частности, в газете «Асахи Симбун» признавалась важность открытия анимационного фильма периода Мэйдзи. Вместе с тем высказывалось мнение, что «Кацудо Сясин» «вряд ли можно назвать анимацией в современном смысле этого слова».